# (32532) Thérée
(32532) Thérée, internationalement (32532) Thereus, et provisoirement appelé 2001 PT13, est un centaure. Il a été découvert le 9 août 2001 par le Near Earth Asteroid Tracking à l'observatoire Palomar.

## Orbite
C'est un astéroïde kronocroiseur (son orbite croise celle de Saturne) dont l'excentricité est relativement importante.

## Étymologie
Il porte le nom de Thérée, un centaure de la mythologie grecque.